# 링쾨빙주
링쾨빙주(덴마크어: Ringkjøbing Amt)는 덴마크의 주이다. 2007년 1월, 중앙윌란 지역으로 흡수, 폐지되었다.

## 행정 구역 (1970-2006)
- 아룸울하에루프 시 (Avlum-Haderup Kommune)
- 브란데 시 (Brande Kommune)
- 엥바 시 (Egvad Kommune)
- 헤르닝 시 (Herning Kommune)
- 홀름슬란 시 (Holmsland Kommune)
- 홀스테브로 시 (Holstebro Kommune)
- 이카스트 시 (Ikast Kommune)
- 렘비 시 (Lemvig Kommune)
- 링쾨빙 시 (Ringkøbing Kommune)
- 스키에른 시 (Skjern Kommune)
- 스트루에르 시 (Struer Kommune)
- 튀보뢴하르보외르 시 (Thyborøn-Harboør Kommune)
- 튀홀름 시 (Thyholm Kommune)
- 트레호이에 시 (Trehøje Kommune)
- 울프보르벰브 시 (Ulfborg-Vemb Kommune)
- 비에베크 시 (Videbæk Kommune)
- 빈에루프 시 (Vinderup Kommune)
- 오스코우 시 (Aaskov Kommune)